# Ligamentum collaterale carpi ulnare

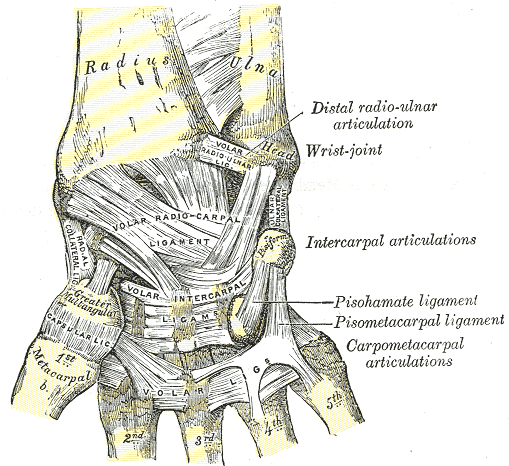
A csukló szalagjai

A ligamentum collaterale carpi ulnare egy apró szalag az ember csuklójában. A processus styloideus ulnae végén tapad és két fasciculusra szakad: az egyik a os triquetrumom míg a másik a os pisiforme-on és a retinaculum flexorumon tapad.